# Ryan Garry
Ryan Garry, né le 29 septembre 1983 à Hornchurch, est un footballeur britannique.
Il évolue habituellement comme défenseur.

## Carrière
Ryan Garry est longtemps un espoir du centre de formation d'Arsenal FC. Il est sélectionné tour à tour en équipe d'Angleterre des moins de 17 ans, des moins de 19 ans et des moins de 20 ans. Mais il ne joue finalement qu'un match de championnat avec l'équipe première d'Arsenal avant de partir en 2007 à l'AFC Bournemouth.
Il est contraint de mettre un terme à sa carrière en juillet 2011, à 27 ans, du fait d'une blessure récurrente.